# Волиня
Волиня (хорв. Volinja) — населений пункт у Хорватії, у Сисацько-Мославинській жупанії у складі громади Двор.

## Населення
Населення за даними перепису 2011 року становило 77 осіб.
Динаміка чисельності населення поселення:

## Клімат
Середня річна температура становить 10,95 °C, середня максимальна – 25,08 °C, а середня мінімальна – -5,60 °C. Середня річна кількість опадів – 1018 мм.
| Клімат поселення                              | Клімат поселення | Клімат поселення | Клімат поселення | Клімат поселення | Клімат поселення | Клімат поселення | Клімат поселення | Клімат поселення | Клімат поселення | Клімат поселення | Клімат поселення | Клімат поселення | Клімат поселення |
| Показник                                      | Січ.             | Лют.             | Бер.             | Квіт.            | Трав.            | Черв.            | Лип.             | Серп.            | Вер.             | Жовт.            | Лист.            | Груд.            |                  |
| Середній максимум, °C                         | 7,08             | 8,82             | 13,14            | 17,45            | 21,93            | 25,08            | 24,15            | 23,63            | 20,01            | 15,16            | 9,50             | 5,56             |                  |
| Середня температура, °C                       | 0,74             | 2,47             | 6,80             | 11,12            | 15,59            | 18,74            | 20,46            | 19,94            | 16,31            | 11,49            | 5,81             | 1,86             |                  |
| Середній мінімум, °C                          | −5,6             | −3,86            | 0,46             | 4,78             | 9,25             | 12,41            | 16,76            | 16,26            | 12,61            | 7,80             | 2,13             | −1,83            |                  |
| Норма опадів, мм                              | 65               | 63               | 72               | 84               | 88               | 97               | 90               | 90               | 91               | 94               | 102              | 82               |                  |
| Середньомісячна швидкість вітру, м/с          | 1.59             | 1.77             | 2.16             | 2.08             | 1.92             | 1.74             | 1.70             | 1.57             | 1.55             | 1.62             | 1.65             | 1.68             |                  |
| Середньомісячна сонячна радіація, кДж/м²·день | 4355             | 7175             | 10870            | 15386            | 19529            | 21693            | 22924            | 19926            | 14738            | 9218             | 4903             | 3580             |                  |
| --------------------------------------------- | ---------------- | ---------------- | ---------------- | ---------------- | ---------------- | ---------------- | ---------------- | ---------------- | ---------------- | ---------------- | ---------------- | ---------------- | ---------------- |
| Джерело:                                      |                  |                  |                  |                  |                  |                  |                  |                  |                  |                  |                  |                  |                  |